# KHON-TV
KHON-TV es la estación de televisión afiliada a Fox en Honolulu, Hawái. Transmite en el canal digital 8. La señal analógica también puede ser vista en todo el estado en el canal 3 de Oceanic Cable.
Además de su planta transmisora en Honolulu, KHON posee repetidoras en todas las grandes islas de Hawái para reemitir sus programas fuera del área metropolitana de Honolulu: KHAW-TV (canal 11/digital 21) en Hilo; KAII-TV (canal 7/digital 36) en Wailuku; y la repetidora de baja potencia K55DZ (canal 55) en Lihue.
KHON-TV posee una afiliación con The CW en su segundo subcanal digital. Esta operación se conoce con el nombre de Hawaii's CW 93. El sufijo "93" se refiere a la posición del subcanal en los sistemas de cable digital local.

## Historia
KHON salió al aire en 1952 como KONA-TV, una afiliada a NBC en propiedad de Herbert Richards. El periódico Honolulu Advertiser compró la estación en 1954, y en 1956 la estación fue vendida a Pacific and Southern Broadcasting. En 1965 la sigla fue cambiada a la actual, KHON-TV. En 1979, KHON y sus satélites fueron vendidas a Western-Sun Broadcasting. En 1985 KHON fue vendida a Burnham Broadcasting.
En 1994, Burnham vendió KHON, junto con sus estaciones hermanas WALA-TV de Mobile, Alabama, WLUK-TV en Green Bay, Wisconsin, y WVUE en Nueva Orleans, a SF Broadcasting, la cual posee acuerdos con Savoy Pictures y Fox, una división de News Corporation. Como parte del acuerdo, las cuatro estaciones pasaron a ser afiliadas de Fox.
El 1 de enero de 1996, KHON-TV inició su afiliación a Fox y cambió su nombre a Fox 2, mientras que la afiliación de NBC en Hawái pasó a KHNL (canal 13). A diferencia de las afiliadas a Fox que pertenecen a New World Communications y que se integraron a dicha cadena en los 18 meses anteriores, KHON emitía la programación de Fox Kids los días laborables y los domingos en la mañana. KHON también extendió sus noticieros locales de los días de semana. KHON actualmente tiene la distinción de poseer el noticiero local más reputado de todas las estaciones afiliadas a Fox, y también se denomina a sí misma como "America's No. 1 Fox affiliate" (en español: La afiliada a Fox número 1 de Norteamérica), a pesar de que WSVN en Miami posee la misma denominación.  Irónicamente, ambas estaciones no mencionan a Fox en sus logotipos o marcas. Cuando KHON se re-denominó como KHON 2 en 2004, se convirtió en la primera estación que utilizó el nuevo estándar de logotipos de Fox.
Inicialmente la estación se llamaba Fox 2: Hawaii's News Channel, pero en la actualidad se denomina a sí misma como KHON 2: Hawaii's News Channel. Ha tenido los índices más altos de audiencia en sus noticieros durante casi 30 años. 
El presentador principal de KHON, Joe Moore, además de presentar los noticieros de las 6:00 y 10:00 p. m., también conduce Hawaii's World Report at 5:30, una ronda de noticias nacionales e internacionales de CNN y Fox News.
En 1997, Savoy Pictures y Fox terminaron su acuerdo, vendiendo sus estaciones, incluida KHON-TV, a Silver King Broadcasting, una división de USA Networks. Silver King, que luego sería conocida como USA Broadcasting, posee varias estaciones en el territorio continental de los Estados Unidos que están afiliadas con Home Shopping Network, también en manos de USA Networks. En 1999, USA vendió las 4 estaciones de Fox a la empresa Emmis Communications, con sede en Indianápolis. Un año después, Emmis compró KGMB (afiliada a CBS), quedando de esta manera las 2 televisoras más antiguas de Hawái en poder de la misma empresa.
Entre 2002 y 2004, KHON emitía una selección de programas de la ahora desaparecida cadena UPN como afiliación secundaria. En el mercado televisivo de Honolulu, KFVE había sido la anterior afiliada a UPN entre 1995 y 2002, cuando la estación decidió salir de UPN y entregar la afiliación principal a The WB. KHON era una de las 2 estaciones que emitía la programación de UPN en una estación hawaiana durante este período; KGMB era la otra. KIKU-TV obtuvo la afiliación secundaria a UPN en el otoño de 2004.

## Programación
KHON emite toda la programación de Fox. Sin embargo, la estación actualmente emite la programación de Fox del domingo en la noche una hora más tarde, de 7 a 10 p. m. en hora local.
El canal KHON's CW emitía semanalmente la Liga de Fútbol Canadiense en su temporada 2007 después de que el principal exjugador de la Universidad de Hawaii, Timmy Chang, jugó con el equipo Hamilton Tiger-Cats.

## Hawaii's CW 93
El 23 de octubre de 2006, KHON-TV anunció que la estación podría convertirse en la afiliada para Honolulu de The CW en su segundo subcanal digital, KHON-DT 2-2.  Archivado el 16 de noviembre de 2006 en Wayback Machine. The CW es una nueva red que se formó luego de que The WB y UPN cesaran operaciones y se fusionaron en septiembre de 2006. Desde marzo de 2006, The CW había buscado una estación a la que se pudiera afiliar en el mercado de Honolulu en vez de KFVE (en ese entonces afiliada a The WB). KIKU también declinó la afiliación a The CW.
La red debutó en el canal principal 2 el 24 y 25 de octubre con emisiones de la programación regular de The CW, siendo movida después al canal digital 2-2 el 30 de octubre; esto fue posible debido a la cobertura de Fox de las Series Mundiales a las 2 p. m. en hora de Honolulu, dejando libre el horario estelar.
El 11 de diciembre de 2006, Oceanic Cable comenzó a ofrecer KHON-TV's CW en el canal de cable digital 93 para aquellos que no posean un televisor con recepción digital, y el subcanal utiliza esa posición en la guía de canales para el número de su marca. El canal en la actualidad solo es disponible por cable en Kauai, dado que la repetidora de KHON en Lihue solo emite señal análoga. Actualmente el subcanal emite varios programas sindicados, repeticiones de sitcoms y películas fuera de las horas de conexión nacional junto con repeticiones de la programación de KHON, y además se emite la programación de Shop at Home en la madrugada. Algunos de los programas sindicados provienen de The CW Plus.
El lunes 20 de agosto de 2007, "Hawaii's CW 93" partió emitiendo el programa matinal sindicado a nivel nacional The Daily Buzz. KGMB, la afiliada anterior en el mercado de Honolulu, canceló el programa el viernes anterior (17 de agosto) en favor de un noticiero matinal local titulado Sunrise on KGMB9, el cual fue lanzado el 17 de septiembre. A diferencia de KGMB, el cual sólo emitía dos horas de The Daily Buzz cada día de semana en la mañana, "Hawaii's CW 93" emite el show completo de tres horas de lunes a viernes entre 5 y 8 a. m. Con esto, KHON-DT2 es ahora una de las afiliadas a The CW en el país que emite el programa.
Hacia octubre de 2007, KHON-DT2 emite la programación completa de 30 horas de The CW. Sin embargo, el subcanal actualmente emite la programación de The CW los domingos en la noche con una hora de retraso, de 5 a 10 p. m.
Para enero de 2008, Hawaii's CW 93 ya no posee su propio sitio web. Las únicas menciones del subcanal en el sitio de KHON es en las programaciones de la estación y en un enlace del sitio web de The CW.

## Compra de Montecito y controversia
En 2005, Emmis decidió retirarse del mercado de la televisión, siendo KHON vendida a Montecito Broadcast Group (anteriormente SJL Broadcast Group). La venda fue cerrada el 27 de enero de 2006. La venta fue controvertida debido al plan de reemplazar a 35 de los 111 empleados de KHON con sistemas automatizados.
Los empleados de KHON conocieron el plan en la mañana del 12 de enero, cuando el Gerente General, Rick Bangiardi, notificó al equipo su plan de renuncia al concluir la venta de la estación. A las 2:00 p. m., en una reunión a nivel estatal, SJL anunció las finalizaciones de empleos, aduciendo que ocurrirían en dos etapas durante los próximos dos meses. Moore anunció el plan dicha noche al final del noticiero de las 6:00 p. m., y señaló que el cambio podría generar un fuerte impacto en la teleaudiencia.  Archivado el 26 de julio de 2008 en Wayback Machine. Montecito respondió a dicha declaración el 15 de enero, asegurando al público que los reporteros y presentadores no se verán afectados, y el noticiero de las 6:00 p. m. no sufriría ningún cambio. 
La compra de KHON estuvo agendada para ser concluida el 26 de enero. Emmis anunció que ningún empleado será despedido como resultado de la venta al menos hasta el 31 de marzo, y que Emmis pagaría beneficios adicionales a los empleados afectados.  Archivado el 16 de agosto de 2007 en Wayback Machine.
Moore utilizó los últimos minutos del noticiero de las 6:00 p. m., el último bajo la propiedad de Emmis, para despedirse de Blangiardi (el cual continuó administrando la estación hermana de KHON, KGMB) y criticar a Montecito Broadcast Group.

## Transición a New Vision
El 24 de julio de 2007, Montecito anunció la venta de todas sus estaciones de televisión (KHON, además de KOIN en Portland, Oregón; KSNW en Wichita, Kansas, y sus estaciones satélite; y KSNT en Topeka, Kansas) a New Vision Television. El 1 de noviembre del mismo año, New Vision tomó el control oficialmente de dichas estaciones. 

## Estaciones satélite
Estas estaciones retransmiten la señal de KHON-TV a través de Hawái:
Notas:
- 1. El libro Broadcasting and Cable Yearbook señala que KAII-TV salió al aire el 17 de noviembre, mientras que Television and Cable Factbook señala que salió al aire el 19 de noviembre.

## Televisión digital
La señal digital de la estación está multiplexada:
Canales digitales
| Canal | Resolución | Aspecto | Programación                               |
| ----- | ---------- | ------- | ------------------------------------------ |
| xx.1  | 720p       | 16:9    | Programación principal de KHON-TV / Fox HD |
| xx.2  | 480i       | 4:3     | The CW                                     |

Luego del fin de transmisiones en señal análoga el 15 de enero de 2009, KHON-TV se movió del canal 2 al canal 8, usando el Protocolo de Información de Programas y Sistemas para desplegar el canal virtual de KHON como canal 2, mientras que KHAW-TV y KAII-TV volvieron a los canales 11 y 7.

## Presentadores y reporteros de KHON2
| - Kirk Matthews - días de semana 5 y 8 a. m. - Kathy Muneno - días de semana 5 y 8 a. m. - Ron Mizutani - días de semana 5 p. m. - Joe Moore - días de semana 5:30 p. m., 6 p. m., y 10 p. m. - Marisa Yamane - fines de semana 6 p. m. y 10 p. m. - Justin Cruz - días de semana 5 p. m., 6 p. m., y 10 p. m. - Trini Kaopuiki - días de semana en la mañana - Kanoa Leahey - Director de deporte - días de semana 6 p. m. y 10 p. m. - John Veneri - fines de semana 6 p. m. y 10 p. m., reportero de deportes | - Jai Cunningham - reportero matinal - Trini Kaopuiki - informe del tiempo / reportera - Gina Mangieri - Kirk Matthews - presentador / reportero - Ron Mizutani - presentador / reportero - Manolo Morales - reportero matinal - Kathy Muneno - presentadora / reportera - Andrew Pereira - Brianne Randle - Olena Rubin - Vanessa Stewart - Marisa Yamane - presentadora / reportera |

## Personalidades anteriores de KHON
- Leslie Wilcox (Presentadora; reportera) - Actualmente presidenta y CEO de KHET, PBS Hawái.
- Tannya Joaquin (Presentadora de las 5 p. m.; presentadora de la mañana; reportera) - Actualmente en KGMB.
- Bernadette Baraquio (Reportera; presentadora de la mañana).
- Mary Zanakis (Reportera de salud / Presentadora del show matinal).
- Ramsay Wharton (Presentadora de fines de semana; reportera) - Actualmente en KGMB.
- Bob Hogue (Director y presentador de deportes).
- Steve Uyehara (Presentador de deportes los fines de semana; reportero de deportes) - Actualmente en KGMB.
- Rod Antone (Reportero) - Actualmente es Secretario de Prensa para el congresista Steve Pearce.
- Bill Brennan (Reportero)
- Marvin Buenconsejo (Reportero)
- Lee Cataluna (Reportero)
- Emily Chang (Reportera)
- Nelson Daranciang (Reportero)
- Kirk Fernandes (Reportero) - Actualmente en ABC News.
- Collette Fox (Reportera)
- Andrea Fujii (Reportera) - Actualmente en KSTU-TV, Salt Lake City, Utah.
- Nestor Garcia (Reportero)
- Beth Hillyer (Reportera)
- Barbara Ho (Reportera)
- Linda Jameson (Reportera)
- Barbara Marshall (Reportera/Presentadora de Action Line) - Actualmente miembro del Concejo de la Ciudad de Honolulu.
- Malia Mattoch (Reportera)
- Kim Murakawa (Reportera)
- Chris Parsons (Reportero)
- Tina Shelton (Reportera) - Actualmente director de relaciones públicas en la Escuela de Medicina John A. Burns, en la Universida de Hawái en Manoa.
- Gregg Takayama (Reportero) - Actualmente Director de Comunicaciones de la Universidad de Hawái en Manoa.
- Sheryl Turbeville (Reportera)
- Bruce Voss (Reportero)
- Glenn Wakai (Reportero) - Actualmente Representante del Estado (Distrito 31).
- Jon Yoshimura (Reportero) - Actualmente Director de Comunicaciones para el Senador Dan Akaka.

## Presentación de la estación y noticieros

### Nombres del noticiero
- KONA-TV News (1952-1965)
- The News with B.J. Sams (1965-1974)
- TV-2 Eyewitness News (1974-1979)
- Action 2 News (1979-1982)
- Channel 2 News (1982-septiembre de 2003)
- KHON2 News (septiembre de 2003-actualidad)

### Eslóganes
- 2 Belongs (1979-1982)
- We're TV-2, Just Watch Us Now (1982-1983; versión local de la campaña de NBC)
- TV-2, Let's All Be There! (1984-1986; versión local de la campaña de NBC)
- Hawaii's Place to Be (1985-1990)
- Hawaii's 24 Hour News Channel (1990-1995)
- Hawaii's News Channel (1995-actualidad)